# NK TOŠK Tešanj
NK TOŠK Tešanj je bosanskohercegovački nogometni klub iz Tešnja.
NK TOŠK igra u Prvoj ligi FBiH.
Nogometni klub TOŠK iz Tešnja osnovan je 1927. godine. Boja dresa je plavo-bijela, navijači su Atomci, a stadion Luke s kapacitetom od 7000 sjedećih mjesta. 